# Tragedia de Carabobo
La tragedia de Carabobo, llamado también Motín de Valencia, fue un motín carcelario seguido de un incendio ocurrido en los calabozos de la comandancia de la policía de Carabobo en Valencia (estado Carabobo, Venezuela) el 28 marzo de 2018. El fiscal general de Venezuela Tarek William Saab informó que 68 personas murieron, 66 hombres y 2 mujeres que se encontraban en calidad de visitantes (pernocta), aunque medios locales y familiares estimaron que la cifra de fallecidos podría ser más alta, de al menos 80 muertos. Es la peor tragedia carcelaria en la historia de Venezuela desde el incendio en la cárcel de Sabaneta en 1994, en el que fallecieron más de 100 reclusos. Según los reportes y denuncias de familiares, la mayor parte de las víctimas murió por asfixia y quemaduras.

## Antecedentes
La situación en este tipo de centros de reclusión ha sido denunciada en repetidas ocasiones. Carlos Nieto Palma coordinador general de la ONG Una Ventana a la Libertad, había denunciado durante tres años la condición de hacinamiento de los centros de reclusión sin servicios en los cuales los detenidos esperan por semanas, meses o años una decisión judicial. Según Nieto Palma, hay 45.000 personas en las mismas condiciones que las de los calabozos de Valencia en aproximadamente 500 centros como este en toda Venezuela. 
El activista afirmó que en Valencia había más de 200 reclusos en un espacio para 40 y responsabilizó al Ministerio de Servicios Penitenciarios.
Según Nieto afirmó que lo ocurrido "no es una situación aislada", pues "todas las comisarías de policía de Venezuela están viviendo condiciones iguales o peores de hacinamiento, falta de alimentos y enfermedades".[cita requerida]
El hacinamiento en las cárceles de Venezuela obliga a los cuerpos de seguridad a utilizar centros policiales como lugares de reclusión permanente. Por ley los detenidos no deberían pasar más de 48 horas en los calabozos de las comandancias.[cita requerida]
La organización no gubernamental que estima que la sobrepoblación en esas dependencias alcanza 400%, denunció que 65 personas (62 reclusos, un familiar y un policía) murieron en 2017 en choques por el control de los calabozos y por padecimientos asociados a la desnutrición y la tuberculosis.[cita requerida]

## Acontecimientos
El diario El Universal informó que el motín comenzó cuando diversos reclusos sometieron a uno de los carceleros con un arma fabricada rústicamente dentro del penal, lograron reducirle y quitarle su arma reglamentaria; uno de los amotinados, que lideraba al grupo, lanzó una serie de exigencias que no fueron satisfechas, por lo que prendieron fuego a diferentes colchones provocando un incendio que se propagó rápidamente. El secretario general de Carabobo, Jesús Santander, confirmó que «un motín fue el motivo de los incidentes».
Después del incidente varios familiares aguardaron durante la tarde a las afueras de la comandancia policial incendiada en espera de información, situación que se tornó violenta con el inicio de una protesta, que acabó por romper el cordón policial para tratar de ingresar a la sede a lo cual efectivos policiales que resguardaban la comisaría reaccionaron dispersando a los familiares con perdigones y bombas lacrimógenas, dejando a cerca de una docena de personas desmayadas a causa de los gases lacrimógenos.
William Saab declaró que se designaron para este caso a cuatro fiscales del Ministerio Público, por su parte la Gobernación de Carabobo aseguró en una nota de prensa dar apoyo «con los servicios funerarios y posterior sepultura de los reclusos fallecidos». El diputado Juan Miguel Matheus le exigió información sobre los hechos al gobernador Rafael Lacava.

## Reacciones

### Nacionales
- La ex fiscal general Luisa Ortega Díaz indicó que se tiene que determinar la responsabilidad de estos delitos y responsabilizó al Presidente de la República Nicolás Maduro, al ministro del Poder Popular para Relaciones Interiores, Justicia y Paz Néstor Reverol, a la ministra del Poder Popular para el Servicio Penitenciario Iris Varela y al Gobernador de Carabobo Rafael Lacava, como principales autores de esos crímenes. "Estos junto a otros actores que han contribuido al desmontaje del Estado con el objetivo de controlar, ocultar y manipular estos casos de violaciones de derechos humanos".[cita requerida]
- La diputada y presidenta de la comisión de política interior de la Asamblea Nacional Delsa Solórzano exigió un “pronunciamiento real” sobre el incendio que se registró este miércoles en la comandancia de la policía de Carabobo. “Desde la Asamblea Nacional abriremos una investigación exhaustiva que nos lleve a la verdad de lo que está ocurriendo en nuestras cárceles de Venezuela.”[cita requerida]
- La ministra del Servicio Penitenciario de Venezuela, Iris Varela lamentó los hechos el 2 de abril por la emisora estatal Radio Miraflores, expresó que no eran competencia del Ministerio Penitenciario al sostener que es función policial, rechazó las críticas y señalamientos en su contra, afirmó que Venezuela «hoy exhibe el mejor sistema penitenciario del mundo» y pidió que se continuara la investigación del caso.[6]
- Reinaldo del Prette Lissot, Arzobispo de Valencia: “Fue una de las noticias más tristes que hayamos podido vivir en Venezuela y en la ciudad de Valencia. Ciertamente nunca habíamos tenido una muerte colectiva así, de alrededor de 80 personas, todavía no tenemos las cifras definitivas, porque también hay muchos heridos quemados que no sabemos su real estado de salud. Los retenes, no solamente nuestras cárceles, están demasiados hacinados y realmente no se está cumpliendo con la norma de los derechos procesales. De manera que permanecen mucho tiempo en los retenes y no se presentan a los tribunales. Allí hay un problema del sistema judicial que no está funcionando, y ya habrá que ver cuál fue la causa o la forma, pero es muy triste. Verdaderamente esta Semana Santa con esa noticia se ha tendido un manto como para vivir con mayor fortaleza la pasión y muerte de Cristo”.[cita requerida]
- El Colegio Nacional de Periodistas de Venezuela exigió que se garantizara el derecho al libre ejercicio del periodismo en la entidad y denunció la agresión de la que fueron víctimas la periodista Ruth Lara Castillo y los reporteros gráficos Gabriel León y Juan Carlos Hernández.[7]
- El abogado Jesús Silva afirmó que “Lo que se dice de PoliCarabobo es falso. No hay muertos, no hay heridos, no hubo incendio, no hubo motín. Solo hay guerra mediática opositora y mentiras”, señalando que lo ocurrido en los calabozos de la comisaría fue un invento de la organización no gubernamental, Una Ventana a la Libertad y pidiéndole a las autoridades del Servicio Bolivariano de Inteligencia Nacional (SEBIN), el Comando Nacional Antiextorsión y Secuestro (CONAS) de la Guardia Nacional Bolivariana y al Cuerpo de Investigaciones Científicas Penales y Criminalísticas que capturasen a los miembros de la ONG.[8]

### Internacionales
- Organización de las Naciones Unidas: exigió una investigación por la muerte de 68 personas en la comisaría de Carabobo.[9]